# Plataforma per Catalunya
Plataforma per Catalunya (PxC) va ser un partit polític d'extrema dreta català, creat per Josep Anglada l'any 2002 a Vic (Osona). Les seves joventuts es denominaven Joventuts Identitàries.

## Ideologia
El seu discurs se sosté en un major control de la immigració que arriba a l'Estat espanyol des de finals del segle xx i principis del segle xxi (sobretot provinent del Magrib i de Sud-amèrica), l'aplicació de "tolerància zero" davant la delinqüència i el terrorisme, la defensa dels valors tradicionals de la família i la protecció de l'urbanisme actual. En altres paraules, les adhesions al projecte creixeren ràpidament gràcies a una part de la societat que recelava de la immigració nouvinguda, en una ciutat amb gairebé el 25% de població estrangera, i estava descontenta amb els partits tradicionals a l'hora de gestionar assumptes migratoris com aquest. D'altra banda, el tarannà populista, l'abús de la demagògia, el flirteig amb el límit de la legalitat, la política de trepitjar carrer i l'abanderament de l'ordre i la seguretat, així com la polarització dels petits conflictes veïnals, en els que Anglada es posava al capdavant per a capitalitzar la protesta, feren un combinat explosiu de fractura social.
El seu president-fundacional, Josep Anglada, manifestà en reiterades ocasions en un to populista el seu rebuig a la immigració econòmica provinent d'aquests territoris. En una roda de premsa del maig de 2005 assegurà que «la immigració era, és i serà un problema», tot afirmant que Vic es podria convertir en «un altre El Ejido», al·ludint al conflicte racial generat en el municipi andalús. Mesos després, al congrés del partit de novembre de 2006 a Vic, Anglada augmentà el to del discurs xenòfob superant, el que per molts consideraven, el llindar del missatge políticament correcte. En aquell auditori ple de seguidors s'escoltaren proclames com: «no podem permetre que Catalunya s'ompli de mesquites», «no tots els immigrants són delinqüents, però sí que dic ben clar que la majoria de delinqüents són immigrants», «el magrebí és l'enemic de Catalunya, d'Espanya i d'Occident» o «som els únics que diem clar i català que els moros són un perill real per a la nostra societat» o «ens venen a envair i a ocupar».

## Història
Josep Anglada, candidat del Frente Nacional (partit del franquista Blas Piñar) a les eleccions al Parlament Europeu de 1989, va fundar el partit l'any 2002 a Vic (Osona). A les eleccions al Parlament de Catalunya de 2003, les primeres en què participava PxC, arribà a reunir gairebé 5.000 vots a tot Catalunya.

### Eleccions municipals 2003
A les eleccions municipals del 25 de maig de 2003, Anglada exercí com a cap de llista de la candidatura de Vic, ciutat que havia passat de 32000 habitants amb un 10% d'immigració l'any 2001, a gairebé 40000 habitants amb un 22% d'immigració l'any 2003. El resultat dels comicis fou sorprenentment satisfactori, ja que la candidatura xenòfoba assolí entrar amb un regidor a Vic (1.229 vots), Manlleu (492 vots), El Vendrell (774 vots) i Cervera (394 vots). Sí bé Anglada esperà aconseguir el 20% dels sufragis a la capital osonenca, la xifra es limità al 7,5%, sent Cervera amb un 9,2% l'indret amb l'índex mes elevat. No obstant, les candidatures de Barcelona, El Prat de Llobregat i Palafolls fracassaren per complet. Tot i així, a Premià de Mar, la candidatura Veïns Independents de Premià (VIP), nascuda arran del conflicte d'instal·lació d'una mesquita però no vinculada a PxC, també sumà un regidor amb 862 vots.

### Eleccions municipals 2007
A les Eleccions municipals a Catalunya de 2007, PxC es va presentar a força punts de la Catalunya Central. En concret, va presentar setze candidatures a Barcelona, vuit a Tarragona, setze a Lleida i una a Girona. Va obtenir 17 regidors, doblant amb escreix els resultats de les eleccions del 2003.

### Escissió a PxC
El setembre de 2007, els quatre regidors de PxC a les terres de Ponent abandonaren el partit. L'escissió es formalitzà el 31 d'agost i entre els motius esmentats per Mateu Figuerola, exvicepresident de PxC i responsable territorial de Lleida, hi ha el "personalisme malaltís" d'Anglada al davant de la plataforma i les discrepàncies en la seva línia ideològica. Figuerola entenia que Anglada estava situat a l'extrema dreta, mentre que els membres del partit a Lleida volien una posició més liberal i, en definitiva, tolerant. També hi havia discrepàncies sobre com Anglada havia dut l'afer de la demanda judicial presentada per extreballadors de Plataforma por Madrid (PxM). Aquests regidors han impulsat el nou Partit per Catalunya (PxCat).

### Eleccions al Parlament de 2010

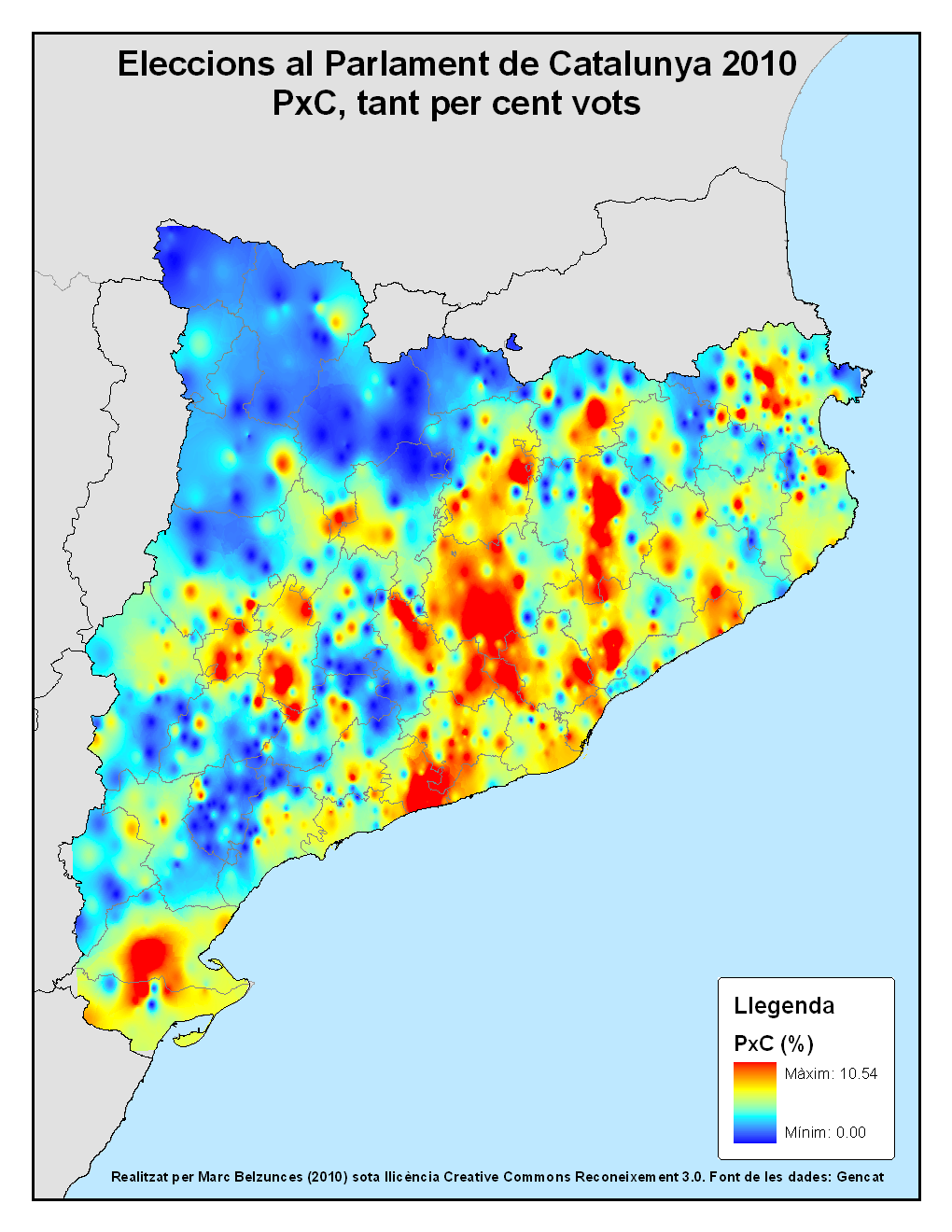
Suport en tant per cent de Plataforma per Catalunya a les eleccions catalanes del 2010. En vermell les zones de major suport, en blau on el suport és menor.

A les eleccions al Parlament de Catalunya de 28 de novembre de 2010, va obtenir 75.321 vots a tot Catalunya (2,4%), sense assolir representació parlamentària.

### Eleccions municipals 2011
A les Eleccions municipals a Catalunya de 2011, PxC va obtenir 65.905 vots i un total de 67 regidors. Va mantenir la presència en alguns dels ajuntaments on ja tenia representació, obtenint també entrada a municipis com l'Hospitalet de Llobregat, Mataró, Santa Coloma de Gramenet, Sant Boi de Llobregat, Viladecans, Sant Adrià de Besòs, Igualada, Tortosa, Salt, Sant Andreu de la Barca, Santa Perpètua de Mogoda, Olesa de Montserrat, Esparreguera, Amposta, Les Franqueses del Vallès, Tàrrega, Mollerussa, Badia del Vallès, Ripoll, Roquetes, Polinyà o Calaf.

### Eleccions al Parlament de 2012
A les eleccions al Parlament de Catalunya de 25 de novembre de 2012, va obtenir 60.142 vots a tot Catalunya (1,66%), sense assolir representació parlamentària.

### Eleccions municipals 2015
A les eleccions municipals de 24 de maig de 2015, Plataforma per Catalunya va passar de 67 a 8 regidors. A Vic, ciutat de creació del partit, aquest va obtenir 106 vots (0,71%) sense assolir representació, quelcom que va fer encara més visible la decadència dels seus resultats electorals.

### Dissolució
El febrer de 2019 el partit va dissoldre's i molts dels seus membres s'integraren a Vox.

## Resultats electorals
| Òrgan                  | Any  | Vots   | %    | Escons     | +/- |
| ---------------------- | ---- | ------ | ---- | ---------- | --- |
| Eleccions locals       | 2003 | 2.535  | 0,08 | 4 / 8.932  | Nou |
| Eleccions locals       | 2007 | 12.447 | 0,43 | 17 / 8.932 | 13  |
| Parlament de Catalunya | 2010 | 75.321 | 2,4  | 0 / 135    | =   |
| Eleccions locals       | 2011 | 65.905 | 2,3  | 67 / 9.137 | 50  |
| Parlament de Catalunya | 2012 | 60.142 | 1,66 | 0 / 135    | =   |
| Eleccions locals       | 2015 | 27.348 | 0,88 | 8 / 9.077  | 59  |